# Казахская лошадь
Казахская лошадь (каз. Қазақ жылқысы)— местная степная лошадь, выведенная на территории современного Казахстана. Разводится в Республике Казахстан и на прилегающих к ней территориях.
Это лошадь табунного содержания, самостоятельно пасутся в степи, присматриваемые табунщиками. Табуны состоят из косяков. Каждый косяк состоит в лучшем случае из 50-ти голов: главы-жеребца (айгыр), защитника и хозяина косяка, девяти кобыл-маток (бие), девяти новорожденных жеребят (кулын, а зимой их уже будут называть жабагы, восьми стригунков (тай), пяти-восьми трехлеток (кунан), пяти-шести четырехлеток (донен).

## Происхождение
История возникновения породы имеет древнее происхождение. Выведенная как верховая, вьючная и мясо-молочная. Эта порода имеет самостоятельное и древнее происхождение, испытала влияние других пород.
Выведена в далёком прошлом племенами в настоящее время составляющими казахский народ. Казахская и монгольская лошадь были наиболее распространены у племен и народов входящих в Золотую Орду. Казахская лошадь активно используются под седлом, вьюком и в упряжи, а также для получения кумыса и мяса. Наиболее ценны массивные рослые лошади западноказахстанского отродья типа Жабы(Джэбе), распространенные в Центральном Казахстане.
Среди казахских  лошадей часто встречаются иноходцы. При использовании в длительных пробегах и дистанционных скачках они проявляют высокую выносливость. Под воздействием разнообразных климатических условий Казахстана и в результате скрещивания с туркменскими, монгольскими, а на севере ареала и с лесными лошадьми внутри казахской породы образовались разные экологические типы и отродья (адаевская лошадь, жабы , а также отродья западноказахстанские, центральноказахстанские и найманские отродья). Казахская лошадь распространена на огромной территории с различными природными условиями от Алтая до Каспийского моря и Уральских гор. Все казахские лошади, пасутся самостоятельно, зимой основной метод питания — тебеневка (добыча корма в  зимний период из-под снега глубиной до 40 см. раскапывая снег копытами).

## Экстерьер
Казахская лошадь в основном мелкорослая, крепкой конституции. Масти самые разнообразные. Средние промеры (в сантиметрах): высота в холке 140 — 165, косая длина туловища 140 — 144, обхват груди 156 — 164, обхват пясти 16 — 18. Весят лошади 320 — 360 кг. Молочная продуктивность кобыл 8 — 9 литров в сутки. Различают порядка трехсот мастей у лошадей казахской породы.
Особенностью казахских лошадей является морозоустойчивость и выносливость. Так, лошади пасутся при температуре до минус -45 градусов, что выдержит далеко не каждая лошадь другой породы. Очень выносливы, они и поныне участвуют в скачках, например на аламан-байге, на дистанции 25 километров. В 1950 году между городами Олгий-Кобда было пройдено расстояние в 400 километров. Лошадь была выведена как универсальная, она крупнее монгольской лошади, отлична под седлом, морозоустойчива, вынослива, быстро восстанавливается, легко переносит голод и жажду, неприхотлива и достаточно крупная, то есть больше мяса (выход мяса более 50 % от живого веса), а кобыла дает довольно много кумыса.